# Controlling Crowds
Controlling Crowds – szósty studyjny album Archive. Jego światowa premiera odbyła się 30 marca 2009 roku.
16 czerwca 2010 roku album uzyskał w Polsce status złotej płyty sprzedając się w nakładzie 10 000 egzemplarzy.

## Lista utworów
CD 1 :

1. "Controlling Crowds" – 10:09
2. "Bullets" – 5:54
3. "Words on Signs" – 4:00
4. "Dangervisit" – 7:37
5. "Quiet Time" – 5:55
6. "Collapse/Collide" – 9:12
7. "Clones" – 5:00
8. "Bastardised Ink" – 3:34
9. "Kings of Speed" – 4:22
10. "Whore" – 4:15
11. "Chaos" – 5:28
12. "Razed to the Ground" – 5:22
13. "Funeral" – 7:19

CD 2 (edycja limitowana) :

1. "Killing All Movement" – 6:22
2. "Children They Feed" – 3:06
3. "Day That You Go" – 3:49
4. "Neatly Folded" – 3:18
5. "Bullets (radio edit)" – teledysk

## Analiza
- Album składa się z trzech zróżnicowanych części.

1. Część I : Controlling Crowds ; Bullets; Words on Signs; Dangervisit; Quiet Time
2. Część II : Collapse / Collide; Clones; Bastardised Ink; Kings of Speed; Whore
3. Część III : Chaos; Razed to the Ground; Funeral

- Pierwotnie zespół planował umieścić także czwartą część na albumie, ale postanowił, że zostanie ona wydana oddzielnie również w 2009 roku.

## Pozycje na listach
| Lista | Kraj   | Pozycja |
| ----- | ------ | ------- |
| OLiS  | Polska | 16      |